# Hans-Ulrich Derlien
Hans-Ulrich Derlien (* 20. Juli 1945 in Lübeck; † 14. Juli 2010) war ein deutscher Verwaltungswissenschaftler und Inhaber des Lehrstuhls für Verwaltungswissenschaft an der Otto-Friedrich-Universität Bamberg. 

## Leben
Derlien war Mitglied der Projektgruppe Regierungs- und Verwaltungsreform, die in den Jahren 1968 bis 1975 tätig war. Er war Teil des Herausgeberkollegiums der Zeitschrift Die Öffentliche Verwaltung. Er war Mitherausgeber der Zeitschrift Governance. An International Journal of Policy, Administration and Institutions. Beim Deutschen Forschungsinstitut für öffentliche Verwaltung bei der Deutschen Hochschule für Verwaltungswissenschaften Speyer war er korrespondierendes Mitglied.

## Werke (Auswahl)
- Derlien, Hans-Ulrich,  Peters, B. Guy (Hrsg.), 2008: The State at Work, Vol. 1: Public Sector Employment in Ten Western Countries. Edgar Elgar Publishing.
- Derlien, Hans-Ulrich,  Peters, B. Guy (Hrsg.), 2008: The State at Work, Vol. 2: Comparative Public Service Systems. Edgar Elgar Publishing.
- Derlien, Hans-Ulrich (Hrsg.), 2001: Zehn Jahre Verwaltungsaufbau Ost – eine Evaluation. Schriften der Deutschen Sektion des IIAS. Baden-Baden: Nomos.